# Varnava (Baranov)
Varnava (světským jménem: Roman Vladimirovič Baranov; * 11. února 1965, Kaluga) je ruský duchovní Ruské pravoslavné církve a biskup vyborgský a priozerský.

## Život
Narodil se 11. února 1965 v Kaluze do rodiny učitelů. Roku 1968 odešla rodina do města Žizdra.
Roku 1982 dokončil střední školu č. 1 v Žizdru a o rok později ve stejném městě také střední odbornou školu. V letech 1983–1985 sloužil v řadách Sovětské armády.
V letech 1985–1991 studoval na historicko-filolofické fakultě Gorkovského státního pedagogického institutu a poté do roku 1992 přednášel na Nižněnovgorodském technickém gymnáziu.
V období let 1985–1995 byl ženatý a mezitím roku 1990 přijal v chrámu Pokrova přesvaté Bohorodice v Žizdru křest.
Roku 1992 byl přijat do Pravoslavného bratrstva svatého Alexandra Něvského, kde pracoval jako řidič, vedoucí garáží a také četl a zpíval na klirosu.
Dne 24. dubna 1999 jej metropolita nižněnovgorodský a arzamaský Nikolaj (Kutěpov) rukopoložil na diákona a 1. června v chrámu Vzkříšení Krista v Arzamasu biskup Ierofej (Sobolev) na jereje. Od 20. července 1999 do 28. listopadu 2004 sloužil v katedrálním chrámu svatého Alexandra Něvského v Nižním Novgorodu. Roku 2004 dokončil studium na Nižněnovgorodském duchovním semináři.
Dne 28. listopadu 2004 byl přijat jako poslušnik do Trojicko-sergijevské lávry, kde byl 15. července 2005 biskupem nižněnovgorodským a arzamaským Georgijem (Danilovem) postřižen na monacha se jménem Varnava.
Dne 1. září 2005 byl ustanoven zástupcem představeného monastýru Zesnutí přesvaté Bohorodice Floriščeva pustyň. Dne 27. prosince byl Svatým synodem ustanoven představeným tohoto monastýru.
Od 17. srpna 2006 do 26. prosince 2006 sloužil jako představený monastýru Zesnutí přesvaté Bohorodice Sarovské pustyně a 15. února 2007 byl znovu jmenován představeným Floriščevy pustyně.
Dne 15. března 2012 jej Svatý synod zvolil biskupem vyksunským a pavlovským a 17. března byl povýšen na archimandritu. Dne 29. března 2012 byl oficiálně jmenován biskupem a 22. dubna proběhla v chrámu Krista Spasitele v Moskvě jeho biskupská chirotonie. Světiteli byli patriarcha moskevský Kirill, metropolita krutický a kolomenský Juvenalij (Pojarkov), metropolita saranský a mordovský Varsonofij (Sudakov), metropolita volokolamský Ilarion (Alfejev), metropolita kalužský a borovský Kliment (Kapalin), metropolita jaroslavský a rostovský Panteleimon (Dolganov), metropolita tulský a jefremovský Alexij (Kutěpov), metropolita tverský a kašinský Viktor (Olijnyk), metropolita rjazaňský a michajlovský Pavel (Ponomarjov), metropolita nižněnovgorodský a arzamaský Georgij (Danilov), arcibiskup možajský Grigorij (Čirkov), arcibiskup vitebský a oršanský Dzimitryj (Drazdou), arcibiskup istrijský Arsenij (Jepifanov), arcibiskup vladimirský a suzdalský Jevlogij (Smirnov), arcibiskup bělgorodský a starooskolský Ioann (Popov), arcibiskup verejský Jevgenij (Rešetnikov), arcibiskup jegorjevský Mark (Golovkov), biskup Nikon (Mironov), biskup ivanovo-vozněsenský a kiněšemský Iosif (Makedonov), biskup vidnovský Tichon (Nědosekin), biskup krasnogorský Irinarch (Grezin), biskup dmitrovský Feofilakt (Moisejev), biskup penzenský a kuzněcký Veniamin (Zaryckyj), biskup bronnický Ignatij (Punin), biskup serpuchovský Roman (Gavrilov), biskup solněčnogorský Sergij (Čašin), biskup Ieronim (Černyšov), biskup podolský Tichon (Zajcev), biskup vyborgský Nazarij (Lavrynenko), biskup stavropolský a něvinnomysský Kirill (Pokrovskij), biskup krasnoslobodský a těmnikovský Kliment (Rodajkin), biskup smolenský a vjazemský Panteleimon (Šatov), biskup rybinský a ugličský Veniamin (Lichomanov), biskup jejský German (Kamalov), biskup voskresenský Savva (Michejev), biskup beljovský a alexinský Serafim (Kuzminov), biskup rževský a toropecký Adrian (Uljanov), biskup ardatovský a aťaševský Veniamin (Kirillov), biskup kasimovský a sasovský Dionisij (Porubaj), biskup skopinský a šacký Vladimir (Samochin), biskup balašichinský Nikolaj (Pogrebňak) a biskup goroděcký a vetlužský Augustin (Anisimov).
Dne 4. října 2012 byl Svatým synodem potvrzen ve funkci představeného Floriščevy pustyně.
Dne 24. srpna 2023 byl jmenován biskupem vyborgským a priozerským.